# Leucoloma tanganyikae
Leucoloma tanganyikae är en bladmossart som beskrevs av Potier de la Varde 1959. Leucoloma tanganyikae ingår i släktet Leucoloma och familjen Dicranaceae. Inga underarter finns listade i Catalogue of Life.